# بختي بلعايب
بختي بلعايب (22 أوت 1953 في ثنية الحد بالجزائر - 26 جانفي 2017 باريس  )، سياسي جزائري ، وزير التجارة مرتين.

## سيرة
بختي بلعيب متزوج ولديه ثلاثة أولاد. في عام 1977 ، تخرج من المعهد الوطني للتجارة. سيصبح عضوًا في التجمع الوطني الديمقراطي (RND).

## المحفظة الوزارية
هو وزير التجارة من سبتمبر 1996 إلى ديسمبر 1999. تم تعيينه مرة أخرى لهذا المنصب في يوليو 2015.